# Сара Ренар
Сара Ренар (Загреб, 8. март 1987) је хрватска кантауторка. Њена музика се може описати као „експериментална/инди/поп мешавина суптилних мелодија са електронским и позоришним елементима”. По образовању је дипломирана архитектица.

## Музичка каријера
Сара је песме почела да пише 2008. године, а први сингл Требам те објавила је три године касније.
Први албум Дјеца објавила је у априлу 2013. године. Ово издање је 2014. године било номиновано за награду Порин у категорији најбољег дебитантског албума.
У мају 2014. године припала јој је прва награда стручног жирија на конкурсу новосадског фестивала Поезика.
У септембру 2014. године издала је мини-албум под називом Јесен. Значајна новина на овом издању било је експериментисање са електроником, а у улози гостујућих вокала појавили су се и Дарко Рундек и Барбара Муњас. Издање је 2015. године Сари донело Порин за најбољу женску вокалну изведбу, а било је номиновано и у категорији најбољег алтернативног албума.
Крајем новембра 2014. године однела је прву награду стручног жирија и на Кантфесту у Београду.
Албум Тишина светлост дана угледао је 28. октобра 2016. године. За Порин 2017. номинован је у две категорије (за најбољи албум године и за најбољи алтернативни албум). Тишина се 2017. године нашла и у конкуренцији за награду ИМПАЛА намењену најбољем европском независном албуму.
Дана 17. јануара 2017. године Сара је на позив Хрватског радија за потребе обележавања међународне манифестације Рођендан уметности са групом сарадника премијерно извела музичко-сценски пројекат Гдје повлачиш црту?. Ово извођење је приређено пред публиком уживо у загребачком клубу Винтиџ индастријал бар, а преношено је директно на Хрватском радију 3 и радио-станицама из преко 20 европских земаља. Перформанс је наишао на одобравање критике, те је надрастао једнократни догађај. Након низа извођења широм Европе преточен је и у албум. Концептуални албум уживо Гдје повлачиш црту? објављен је 17. јануара 2018. године на сајту bandcamp.com, а доступан је на винилу и у дигиталном формату. Ово је уједно и прво Сарино издање које није изашло за Акваријус рекордс.
Сара је и стална сарадница музичко-уметничког колектива Москау. Као вокал је гостовала на издањима састава Широке улице и Plastic Knives. Такође је сарађивала на пројектима позоришне трупе Монтажстрој, уметничког колектива Скроз и бројних књижевних манифестација.

## Дискографија

### Албуми
- Дјеца (2013)
- Јесен (2014)
- Тишина (2016)
- Гдје повлачиш црту? (2018)

## Награде и номинације
| Година | Награда  | Категорија                     | Номиновано дело | Исход      |
| ------ | -------- | ------------------------------ | --------------- | ---------- |
| 2014.  | Порин    | Најбољи дебитантски албум      | Дјеца           | Номинација |
| 2014.  | Поезика  | Прва награда стручног жирија   | —               | Освојено   |
| 2014.  | Кантфест | Прва награда стручног жирија   | —               | Освојено   |
| 2015.  | Порин    | Најбољи алтернативни албум     | Јесен           | Номинација |
| 2015.  | Порин    | Најбоља женска вокална изведба | Јесен           | Освојено   |
| 2017.  | Порин    | Албум године                   | Тишина          | Номинација |
| 2017.  | Порин    | Најбољи алтернативни албум     | Тишина          | Номинација |
| 2017.  | ИМПАЛА   | Европски албум године          | Тишина          | Номинација |